# Puchar Świata w narciarstwie dowolnym 1984/1985
Puchar Świata w narciarstwie dowolnym 1984/1985 rozpoczął się 11 grudnia 1984 we francuskim Tignes, a zakończył 24 marca 1985 w szwedzkim Sälen. Była to szósta edycja Pucharu Świata w narciarstwie dowolnym. Puchar Świata rozegrany został w 8 krajach i 12 miastach na 2 kontynentach. Najwięcej zawodów odbyło się we Francji - 10 dla mężczyzn i 12 kobiet. Rozegrano 37 zawodów dla mężczyzn i 39 dla kobiet.
Obrońcą Pucharu Świata wśród mężczyzn był Kanadyjczyk Alain LaRoche, a wśród kobiet Szwajcarka Conny Kissling. W tym sezonie zarówno LaRoche jak i Kissling obronili tytuły wywalczone w poprzednim sezonie.

## Konkurencje
- AE = skoki akrobatyczne
- MO = jazda po muldach
- BA = balet narciarski
- KB = kombinacja

## Mężczyźni

### Kalendarz i wyniki
| Lp  | Data             | Miejsce       | Konkurencja | Zwycięzca         | 2. miejsce        | 3. miejsce                   |
| 1.  | 11 grudnia 1984  | Tignes        | BA          | Lane Spina        | Brak danych       | Brak danych                  |
| 2.  | 12 grudnia 1984  | Tignes        | MO          | Philippe Bron     | Éric Berthon      | Steve Desovich               |
| 3.  | 13 grudnia 1984  | Tignes        | AE          | Yves LaRoche      | Alain LaRoche     | Didier Méda                  |
| 4.  | 13 grudnia 1984  | Tignes        | KB          | Alain LaRoche     | Éric Laboureix    | Bruce Bolesky                |
| 5.  | 11 stycznia 1985 | Mont Gabriel  | MO          | Philippe Bron     | Mauro Mottini     | Philippe Deiber              |
| 6.  | 12 stycznia 1985 | Mont Gabriel  | BA          | Brak danych       | Brak danych       | Chris Simboli                |
| 7.  | 13 stycznia 1985 | Mont Gabriel  | AE          | Lloyd Langlois    | Alain LaRoche     | Mike Nemesvary               |
| 8.  | 13 stycznia 1985 | Mont Gabriel  | KB          | Alain LaRoche     | Mike Nemesvary    | Bruce Bolesky                |
| 9.  | 18 stycznia 1985 | Lake Placid   | MO          | Cooper Schell     | Philippe Deiber   | Steve Desovich               |
| 10. | 19 stycznia 1985 | Lake Placid   | BA          | Brak danych       | Brak danych       | Lane Spina                   |
| 11. | 20 stycznia 1985 | Lake Placid   | AE          | Yves LaRoche      | Lloyd Langlois    | Jean-Marc Bacquin            |
| 12. | 20 stycznia 1985 | Lake Placid   | KB          | Alain LaRoche     | Chris Simboli     | Éric Laboureix               |
| 13. | 21 stycznia 1985 | Lake Placid   | AE          | Lloyd Langlois    | Yves LaRoche      | Mike Nemesvary               |
| 14. | 25 stycznia 1985 | Breckenridge  | BA          | Brak danych       | Brak danych       | Eric Sampson                 |
| 15. | 26 stycznia 1985 | Breckenridge  | MO          | Bill Keenan       | Philippe Bron     | Steve Desovich               |
| 16. | 27 stycznia 1985 | Breckenridge  | AE          | Lloyd Langlois    | Mike Nemesvary    | Didier Méda                  |
| 17. | 27 stycznia 1985 | Breckenridge  | KB          | Alain LaRoche     | Chris Simboli     | Éric Laboureix               |
| 18. | 1 lutego 1985    | La Sauze      | BA          | Brak danych       | Brak danych       | Chris Simboli                |
| 19. | 2 lutego 1985    | La Sauze      | AE          | Jean-Marc Bacquin | Lloyd Langlois    | Mike Nemesvary               |
| 20. | 3 lutego 1985    | Pra Loup      | MO          | Cooper Schell     | Éric Berthon      | Jean Dutruilh                |
| 21. | 3 lutego 1985    | Pra Loup      | KB          | Éric Laboureix    | Alain LaRoche     | Murray Cluff                 |
| 22. | 20 lutego 1985   | Kranjska Gora | BA          | Brak danych       | Brak danych       | Richard Pierce Chris Simboli |
| 23. | 21 lutego 1985   | Kranjska Gora | AE          | Lloyd Langlois    | Jean-Marc Bacquin | Chris Simboli                |
| 24. | 1 marca 1985     | Oberjoch      | BA          | Éric Laboureix    | Brak danych       | Chris Simboli                |
| 25. | 2 marca 1985     | Oberjoch      | MO          | Éric Laboureix    | Jean Dutruilh     | Steve Desovich               |
| 26. | 3 marca 1985     | Oberjoch      | AE          | Lloyd Langlois    | Alain LaRoche     | Kris Feddersen               |
| 27. | 3 marca 1985     | Oberjoch      | KB          | Éric Laboureix    | John Witt         | Chris Simboli                |
| 28. | 7 marca 1985     | Mariazell     | MO          | Cooper Schell     | Nelson Carmichael | Philippe Deiber              |
| 29. | 9 marca 1985     | Mariazell     | BA          | Brak danych       | Éric Laboureix    | Brak danych                  |
| 30. | 12 marca 1985    | Pila          | MO          | Bernard Brandt    | Philippe Bron     | Mauro Mottini                |
| 31. | 12 marca 1985    | Pila          | KB          | Alain LaRoche     | Chris Simboli     | Mike Nemesvary               |
| 32. | 16 marca 1985    | La Clusaz     | MO          | Steve Desovich    | Philippe Bron     | Éric Laboureix               |
| 33. | 17 marca 1985    | La Clusaz     | BA          | Brak danych       | Brak danych       | Jacques Dumaine              |
| 34. | 29 marca 1985    | Sälen         | BA          | Brak danych       | Rune Kristiansen  | Richard Pierce               |
| 35. | 29 marca 1985    | Sälen         | AE          | Lloyd Langlois    | Chris Simboli     | Alain LaRoche                |
| 36. | 29 marca 1985    | Sälen         | MO          | Steve Desovich    | Philippe Deiber   | Philippe Bron                |
| 37. | 29 marca 1985    | Sälen         | KB          | Alain LaRoche     | Murray Cluff      | Chris Simboli                |

### Klasyfikacje
| Lp. | Zawodnik           | Punkty |
| --- | ------------------ | ------ |
| 1.  | Alain LaRoche      | 71     |
| 2.  | Éric Laboureix     | 64     |
| 3.  | Chris Simboli      | 58     |
| 4.  | Mike Nemesvary     | 55     |
| 5.  | John Witt          | 50     |
| 6.  | Murray Cluff       | 48     |
| 7.  | Craig Young        | 34     |
| 8.  | Dan Herby          | 29     |
| 9.  | Lloyd Langlois     | 25     |
| 9.  | Hermann Reitberger | 25     |

| Lp. | Zawodnik          | Punkty |
| --- | ----------------- | ------ |
| 1.  | Lloyd Langlois    | 150    |
| 2.  | Alain LaRoche     | 139    |
| 3.  | Yves LaRoche      | 136    |
| 3.  | Mike Nemesvary    | 136    |
| 5.  | Jean-Marc Bacquin | 133    |
| 6.  | Didier Méda       | 130    |
| 7.  | Chris Simboli     | 129    |
| 8.  | Thomas Wacht      | 113    |
| 9.  | Murray Cluff      | 95     |
| 10. | Kris Feddersen    | 89     |

| Lp. | Zawodnik          | Punkty |
| --- | ----------------- | ------ |
| 1.  | Philippe Bron     | 166    |
| 2.  | Steve Desovich    | 164    |
| 3.  | Cooper Schell     | 151    |
| 4.  | Jean Dutruilh     | 145    |
| 5.  | Philippe Deiber   | 144    |
| 6.  | Éric Berthon      | 142    |
| 7.  | Bill Keenan       | 137    |
| 8.  | Nelson Carmichael | 136    |
| 9.  | Lasse Fahlén      | 129    |
| 10. | Mauro Mottini     | 119    |

| Lp. | Zawodnik           | Punkty |
| --- | ------------------ | ------ |
| 1.  | Hermann Reitberger | 174    |
| 2.  | Richard Schabl     | 170    |
| 3.  | Éric Laboureix     | 154    |
| 4.  | Chris Simboli      | 153    |
| 5.  | Georg Fürmeier     | 143    |
| 6.  | Alain LaRoche      | 138    |
| 7.  | Jacques Dumaine    | 135    |
| 8.  | Seth Goldsmith     | 129    |
| 9.  | Murray Cluff       | 120    |
| 10. | Mike Nemesvary     | 110    |

| Lp. | Zawodnik       | Punkty |
| --- | -------------- | ------ |
| 1.  | Alain LaRoche  | 90     |
| 2.  | Chris Simboli  | 80     |
| 3.  | Éric Laboureix | 79     |
| 4.  | Mike Nemesvary | 74     |
| 5.  | Murray Cluff   | 69     |
| 5.  | John Witt      | 69     |
| 7.  | Craig Young    | 55     |
| 8.  | Dan Herby      | 47     |
| 9.  | Eric Sampson   | 30     |
| 10. | Bruce Bolesky  | 26     |

## Kobiety

### Kalendarz i wyniki
| Lp  | Data             | Miejsce       | Konkurencja | Zwycięzca         | 2. miejsce        | 3. miejsce             |
| 1.  | 11 grudnia 1984  | Tignes        | BA          | Christine Rossi   | Jan Bucher        | Ellen Breen            |
| 2.  | 12 grudnia 1984  | Tignes        | MO          | Catherine Frarier | Erika Gallizzi    | Mary-Jo Tiampo         |
| 3.  | 13 grudnia 1984  | Tignes        | AE          | Meredith Gardner  | Conny Kissling    | Carin Hernskog         |
| 4.  | 13 grudnia 1984  | Tignes        | KB          | Conny Kissling    | Meredith Gardner  | Anna Fraser            |
| 5.  | 11 stycznia 1985 | Mont Gabriel  | MO          | Hayley Wolff      | Catherine Frarier | Erika Gallizzi         |
| 6.  | 12 stycznia 1985 | Mont Gabriel  | BA          | Jan Bucher        | Conny Kissling    | Ellen Breen            |
| 7.  | 13 stycznia 1985 | Mont Gabriel  | AE          | Conny Kissling    | Andrea Amann      | Dorene Bourque         |
| 8.  | 13 stycznia 1985 | Mont Gabriel  | KB          | Conny Kissling    | Meredith Gardner  | Anna Fraser            |
| 9.  | 18 stycznia 1985 | Lake Placid   | MO          | Conny Kissling    | Mary-Jo Tiampo    | Catherine Frarier      |
| 10. | 19 stycznia 1985 | Lake Placid   | BA          | Conny Kissling    | Christine Rossi   | Jan Bucher             |
| 11. | 20 stycznia 1985 | Lake Placid   | AE          | Maria Quintana    | Conny Kissling    | Meredith Gardner       |
| 12. | 20 stycznia 1985 | Lake Placid   | KB          | Conny Kissling    | Meredith Gardner  | Anne Dowling           |
| 13. | 21 stycznia 1985 | Lake Placid   | AE          | Meredith Gardner  | Maria Quintana    | Andrea Amann           |
| 14. | 25 stycznia 1985 | Breckenridge  | BA          | Jan Bucher        | Conny Kissling    | Christine Rossi        |
| 15. | 26 stycznia 1985 | Breckenridge  | MO          | Hayley Wolff      | Madeleine Uvhagen | Catherine Frarier      |
| 16. | 27 stycznia 1985 | Breckenridge  | AE          | Meredith Gardner  | Conny Kissling    | Andrea Amann           |
| 17. | 27 stycznia 1985 | Breckenridge  | KB          | Conny Kissling    | Meredith Gardner  | Anna Fraser            |
| 18. | 1 lutego 1985    | La Sauze      | BA          | Christine Rossi   | Jan Bucher        | Conny Kissling         |
| 19. | 2 lutego 1985    | La Sauze      | AE          | Meredith Gardner  | Conny Kissling    | Carin Hernskog         |
| 20. | 3 lutego 1985    | Pra Loup      | MO          | Mary-Jo Tiampo    | Hayley Wolff      | Charlotte Zaccariassen |
| 21. | 3 lutego 1985    | Pra Loup      | KB          | Conny Kissling    | Silvia Marciandi  | Meredith Gardner       |
| 22. | 20 lutego 1985   | Kranjska Gora | BA          | Conny Kissling    | Christine Rossi   | Jan Bucher             |
| 23. | 21 lutego 1985   | Kranjska Gora | AE          | Meredith Gardner  | Conny Kissling    | Anna Fraser            |
| 24. | 1 marca 1985     | Oberjoch      | BA          | Christine Rossi   | Jan Bucher        | Lucie Barma            |
| 25. | 2 marca 1985     | Oberjoch      | MO          | Mary-Jo Tiampo    | Laura Colnaghi    | Hayley Wolff           |
| 26. | 3 marca 1985     | Oberjoch      | AE          | Meredith Gardner  | Carin Hernskog    | Maria Quintana         |
| 27. | 3 marca 1985     | Oberjoch      | KB          | Conny Kissling    | Meredith Gardner  | Silvia Marciandi       |
| 28. | 7 marca 1985     | Mariazell     | MO          | Mary-Jo Tiampo    | Silvia Marciandi  | Conny Kissling         |
| 29. | 9 marca 1985     | Mariazell     | BA          | Christine Rossi   | Jan Bucher        | Conny Kissling         |
| 30. | 12 marca 1985    | Pila          | MO          | Silvia Marciandi  | Leelee Morrisson  | Mary-Jo Tiampo         |
| 31. | 12 marca 1985    | Pila          | KB          | Conny Kissling    | Silvia Marciandi  | Anna Fraser            |
| 32. | 16 marca 1985    | La Clusaz     | MO          | Hayley Wolff      | Silvia Marciandi  | Leelee Morrisson       |
| 33. | 17 marca 1985    | La Clusaz     | BA          | Christine Rossi   | Jan Bucher        | Conny Kissling         |
| 34. | 18 marca 1985    | La Clusaz     | AE          | Meredith Gardner  | Carin Hernskog    | Anna Fraser            |
| 35. | 18 marca 1985    | La Clusaz     | KB          | Silvia Marciandi  | Anna Fraser       | Meredith Gardner       |
| 36. | 29 marca 1985    | Sälen         | BA          | Jan Bucher        | Christine Rossi   | Lucie Barma            |
| 37. | 29 marca 1985    | Sälen         | AE          | Susanna Antonsson | Andrea Amann      | Meredith Gardner       |
| 38. | 29 marca 1985    | Sälen         | MO          | Mary-Jo Tiampo    | Catherine Frarier | Erika Gallizzi         |
| 39. | 29 marca 1985    | Sälen         | KB          | Janice Cannon     | Meredith Gardner  | Anna Fraser            |

### Klasyfikacje
| Lp. | Zawodniczka       | Punkty |
| --- | ----------------- | ------ |
| 1.  | Conny Kissling    | 39     |
| 2.  | Meredith Gardner  | 27     |
| 3.  | Anna Fraser       | 20     |
| 4.  | Silvia Marciandi  | 18     |
| 5.  | Anna Fraser       | 13     |
| 6.  | Christine Rossi   | 12     |
| 7.  | Jan Bucher        | 11     |
| 7.  | Mary-Jo Tiampo    | 11     |
| 9.  | Andrea Amann      | 10     |
| 9.  | Maria Quintana    | 10     |
| 9.  | Hayley Wolff      | 10     |
| 9.  | Catherine Frarier | 10     |

| Lp. | Zawodniczka      | Punkty |
| --- | ---------------- | ------ |
| 1.  | Meredith Gardner | 84     |
| 2.  | Conny Kissling   | 76     |
| 3.  | Andrea Amann     | 69     |
| 4.  | Maria Quintana   | 64     |
| 5.  | Anna Fraser      | 57     |
| 6.  | Dorene Bourque   | 47     |
| 7.  | Carin Hernskog   | 42     |
| 8.  | Melanie Palenik  | 34     |
| 9.  | Christine Öhme   | 31     |
| 10. | Sachiyo Kamimura | 23     |

| Lp. | Zawodniczka       | Punkty |
| --- | ----------------- | ------ |
| 1.  | Mary-Jo Tiampo    | 79     |
| 2.  | Hayley Wolff      | 70     |
| 2.  | Catherine Frarier | 70     |
| 4.  | Conny Kissling    | 63     |
| 5.  | Erika Gallizzi    | 61     |
| 6.  | Silvia Marciandi  | 55     |
| 7.  | Madeleine Uvhagen | 54     |
| 8.  | Laura Colnaghi    | 42     |
| 9.  | Leelee Morrisson  | 37     |
| 10. | Renee Svardsjoe   | 25     |

| Lp. | Zawodniczka      | Punkty |
| --- | ---------------- | ------ |
| 1.  | Christine Rossi  | 82     |
| 2.  | Jan Bucher       | 80     |
| 3.  | Conny Kissling   | 76     |
| 4.  | Lucie Barma      | 65     |
| 5.  | Ellen Breen      | 62     |
| 6.  | Anna Fraser      | 40     |
| 7.  | Meredith Gardner | 38     |
| 8.  | Hedy Garhammer   | 29     |
| 9.  | Janice Cannon    | 26     |
| 10. | Krista Pettibone | 20     |
| 10. | Annki Brattsell  | 20     |

| Lp. | Zawodniczka      | Punkty |
| --- | ---------------- | ------ |
| 1.  | Conny Kissling   | 48     |
| 2.  | Meredith Gardner | 42     |
| 3.  | Anna Fraser      | 37     |
| 4.  | Silvia Marciandi | 32     |
| 5.  | Melanie Palenik  | 27     |
| 6.  | Anne Dowling     | 15     |
| 7.  | Betsy Reid       | 7      |
| 7.  | Janice Cannon    | 7      |
| 9.  | Maria Quintana   | 3      |